# Albert d'Aix
Pour les articles homonymes, voir Albéric.
Albéric ou Albert d'Aix, en latin Albericus ou Albertus Aquensis, est un chroniqueur allemand de langue latine ayant vécu au XIIe siècle.

## Biographie
Chancelier et gardien de l'église d'Aix-la-Chapelle, il rédigea entre 1125 et 1150 une importante chronique sur la première croisade et les États latins d'Orient jusqu’en 1121, intitulée Liber Christianæ expeditionis pro ereptione, emundatione, restitutione sanctæ Hierosolymitanæ ecclesiæ, en douze livres (les six premiers sur l'expédition elle-même).
Il n'a pas participé à la croisade et a tiré parti de comptes-rendus oraux ou écrits de pèlerins et de croisés revenant de l'expédition. Son récit, dont la valeur historique a été beaucoup débattue, a eu une influence considérable sur la formation de légendes autour de la croisade.
Guillaume de Tyr, quelques années plus tard, basa la première partie de son ouvrage sur le récit d’Albert.